# Чернігівський район
Чернігівський райо́н — район в Україні, у західній частині Чернігівської області і межує з Київською областю і Білоруссю та був утворений під час адміністративно-територіальної реформи в Україні 2020 року. Адміністративний центр — місто Чернігів. 
До складу району входять 20 територіальних громад.

## Історія
Чернігівський район утворено 17 липня 2020 року згідно із Постановою Верховної Ради України № 807-IX від 17 липня 2020 року в рамках Адміністративно-територіальної реформи в Україні. До його складу увійшли: Чернігівська, Городнянська, Остерська міські, Березнянська, Гончарівська, Деснянська, Добрянська, Козелецька, Куликівська, Любецька, Михайло-Коцюбинська, Олишівська, Ріпкинська, Седнівська селищні та  Іванівська, Кіптівська, Киїнська, Киселівська, Новобілоуська, Тупичівська сільські територіальні громади. Перші вибори Чернігівської районної ради відбулися 25 жовтня 2020 року.
Раніше територія району входила до складу ліквідованих в той же час Чернігівського (1923—2020), Городнянського, Козелецького, Куликівського, Ріпкинського районів та міста обласного підпорядкування Чернігів, з територією підпорядкованою міській раді, Чернігівської області.